# 赵祖康
赵祖康（1900年9月1日—1995年1月19日），字静侯，男，上海松江人，中国大陸道路工程专家，中华民国最后一任上海市代市长、中华人民共和国上海市副市长，与詹天佑、茅以升并称为“中国交通工程三杰”。

## 生平
赵祖康1914年考入江苏省立第三中学，1922年毕业于位于唐山市的交通大学土木工程系。毕业后多年从事公路建设工作。1929年，赵祖康进入国民政府交通部工作，次年被公派往美国康奈尔大学留学，进修道路与給水排水工程。
1931年赵祖康回国，不久被任命为国民政府全国经济建设委员会公路处副处长，后逐渐升迁至交通部公路总局副局长。中国抗日战争爆发后，赵祖康抢修了多条军用公路，并负责修建了西兰公路（西安至兰州）、西汉公路（西安至汉中）和乐西公路（乐山至西昌）。他还参与了滇缅公路、中印公路等国际通道的建设工作。1946年，赵祖康因为在滇缅公路修筑过程中的贡献，被美国授予抗日战争自由勋章。
抗战结束后，赵祖康出任上海市工务局局长，主持制定了《上海市都市计划》。1949年5月24日，赵祖康被任命为上海市政府代理市长。次日，中国人民解放军占领上海。赵祖康命令上海军隊停止抵抗，配合解放军完成了对上海的占领。5月28日，赵祖康正式将上海市政权移交给陈毅为首的中国人民解放军上海市军事管制委员会。
1951年，赵祖康加入中国国民党革命委员会，曾任民革中央副主席、上海市人民政府副市长等职，是第一至七屆全國人大代表。1958年至1995年居住於興國路324號。1995年1月19日逝世于上海。